# Marcel Deprez
Marcel Deprez (n. 29 decembrie 1843 la Aillant-sur-Milleron - d. 13 octombrie 1918 la Vincennes) a fost un inginer francez cu contribuții în domeniul electricității.
Astfel în perioada 1876 - 1886, a condus primele lucrări de transport pe distanțe mari a energiei electrice.
La Expoziția Internațională de Electricitate de la Paris din 1881, a prezentat în premieră o instalație de distribuție a energiei electrice alimentată de două dinamuri.
A studiat la Școala Superioară de Mine, ocupându-se cu mecanica rațională și cu aplicațiile matematicii în electricitate.
Mai târziu a devenit secretarul Școlii Superioare de Mine.
În 1886 devine membru al Academiei Franceze de Științe, iar în 1890 intră ca profesor de electricitate la Institute Conservatoire des Arts et des Métiers.
Studiile sale matematice le-a aplicat în electricitate, în scopul de a transforma electricitatea în energie mecanică pentru transporturile pe căi ferate; în acest scop a fost susținut și de firma Rotschild.
S-a ocupat și de geometrie.
1. 1 2 3 4  Autoritatea BnF, accesat în 21 mai 2021
2. ↑  Autoritatea BnF, accesat în 10 octombrie 2015
3. ↑   (PDF) http://ruina.tam.cornell.edu/research/topics/bicycle_mechanics/Prix%20Fourneyron,%20Gauja.pdf Lipsește sau este vid: |title= (ajutor)